# 布朗特斯维尔 (阿拉巴马州)
布朗特斯维尔（英文：Blountsville），是美国阿拉巴马州下属的一座城市。面积约为5.42平方英里（约合14.03平方公里）。根据2010年美国人口普查，该市有人口1,684人，人口密度为310.82/平方英里（约合120.03/平方公里）。